# مانتينيا

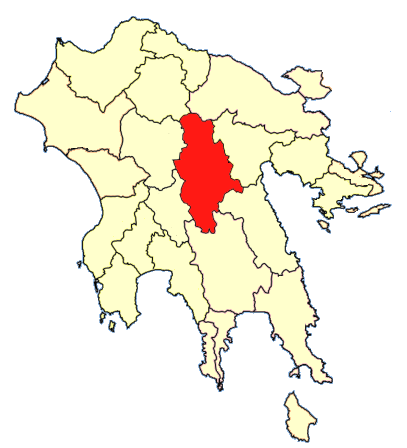
موقع مانتينيا بالنسبة لليونان

مانتينيا (باليونانية:Μαντίνεια) كانت مدينة في اليونان القديمة وكانت مسرحاً لعدة معارك إبان العصر الكلاسيكي.
في العصر الحديث، كانت سابقاً بلدية في أركاديا، بيلوبونيز. وفي عام 2011 جعلت الحكومة اليونانية مانتينيا جزءاً من تريبولي.
تقع مانتينيا في الشمال الشرقي من أركاديا. تبلغ مساحتها 205.393 كم مربع، ويبلغ عدد سكانها 3510 وفقاً لإحصائيات عام 2001.

## أصل التسمية
وفقاً للأسطورة، فإن المدينة حصلت على اسمها نسبة لمانتينيوس، وهو أحد أبناء الملك ليكاون ملك أركاديا.

## السكان
| السنة | عدد السكان |
| ----- | ---------- |
| 1991  | 3,628      |
| 2001  | 3,510      |